# Низаев, Абузар Гаязович
Абузар Гаязович Низаев (19 июля 1914 года — 7 января 1997 года) — командир отделения 314-го стрелкового полка 46-й стрелковой дивизии, старший сержант, Полный кавалер ордена Славы.

## Биография
Родился 19 июля 1914 года в деревне Сынташтамак Белебеевского уезда Уфимской губернии (ныне Благоварского района Республики Башкортостан) в крестьянской семье.
Татарин. Член ВКП(б)/КПСС с 1944. Учился и работал в сельскохозяйственной артели, созданной в его родной деревне. Окончил 5 классов. В 1932 году переехал в Ленинград (с 1965 года — город-герой, с 1991 года — Санкт-Петербург), где трудился токарем на судостроительном заводе.
В Красной Армии на действительной военной службе с 1936 по 1938 годы. Когда закончился срок службы, — возвратился в Ленинград. Работал на том же судостроительном заводе токарем-револьверщиком, а затем — агентом по снабжению в Ленэнерго.
В Красную Армию вторично призван в июне 1941 года Смольнинским райвоенкоматом города Ленинграда. С началом Великой Отечественной войны на фронте. В должности командира зенитного орудия защищал блокадный Ленинград.
В 1945 году старшина Низаев А. Г. демобилизован. Вернулся в Башкирию, избрав местом своего жительства районный центр Благовещенского района — город Благовещенск, где работал такелажником, заведующим отделом коммунального хозяйства исполкома Благовещенского городского Совета депутатов трудящихся, заместителем начальника цеха по снабжению Уфимского нефтеперерабатывающего завода.
С 1972 года проживал в столице Башкирии — городе Уфе, работал шофёром, завхозом в одной из уфимских больниц.
Скончался 7 января 1997 года. Похоронен на Южном кладбище Уфы.

## Подвиг
Орудийный расчёт Абузара Низаева бесстрашно отражал налёты вражеских бомбардировщиков на «северную столицу». После снятия блокады зенитчик Низаев стал пехотинцем. Командир отделения 314-го стрелкового полка (46-я стрелковая дивизия, 67-я армия, Ленинградский фронт) старший сержант Абузар Низаев 12 февраля 1944 года в бою западнее железнодорожной станции «Луга» Ленинградской области из ручного пулемёта отразил две контратаки противника. Когда вышел из строя пулемёт, отважный воин продолжал бой гранатами, истребив до двадцати гитлеровцев. Был ранен, но поля боя не оставил.
За мужество и отвагу, проявленные в боях, 24 февраля 1944 года старший сержант Низаев Абузар Гаязович награждён орденом Славы 3-й степени (№ 45698).
15 января 1945 года А. Г. Ниязов в составе 314-го стрелкового полка (46-я стрелковая дивизия, 2-я ударная армия, 2-й Белорусский фронт) в бою северо-западнее польского города Пултуск, командуя бойцами, скрытно зашёл в тыл противника и внезапно его атаковал, чем способствовал успеху боя.
За мужество и отвагу, проявленные в боях, 7 февраля 1945 года старший сержант Низаев Абузар Гаязович награждён орденом Славы 2-й степени (№ 10854). 10-11 марта 1945 старший сержант Абузар Низаев во главе отделения в боях на подступах к городу Данциг, ныне польский город Гданьск, одним из первых поднялся в атаку, и из личного оружия поразил пять гитлеровцев. В итоге его отделение захватило высоту.
Указом Президиума Верховного Совета СССР от 29 июня 1945 года за образцовое выполнение заданий командования в боях с немецко-фашистскими захватчиками старший сержант Низаев Абузар Гаязович награждён орденом Славы 1-й степени (№ 989), став полным кавалером ордена Славы.

## Награды
Награждён орденами Отечественной войны 1-й степени, Славы 1-й, 2-й и 3-й степени, медалями.

## Память
В городе Уфе на доме № 10 по улице Российской, в котором в 1987—1997 годах жил А. Г. Низаев, установлена мемориальная доска.